# Prionolabis indistincta
Prionolabis indistincta är en tvåvingeart som först beskrevs av Doane 1900.  Prionolabis indistincta ingår i släktet Prionolabis och familjen småharkrankar. Inga underarter finns listade i Catalogue of Life.